# جمال أبو حمدان
جمال توفيق أبو حمدان (1944- 2015) أديب ومؤلف أردني، ساهم في تأليف العديد من القصص والروايات وساهم في تأليف العديد من الأعمال الفنية.

## نشأته وحياته
وُلد جمال توفيق أبو حمدان سنة 1944 في جنوب سوريا في محافظة السويداء  ، حصل على شهادة التوجيهي المصري من القاهرة، ثم شهادة الليسانس في الحقوق من جامعة بيروت العربية سنة 1966.
عمل معدّاً ومقدماً للبرامج الثقافية في الإذاعة الأردنية (1965/1966)، ثم في مؤسسة عالية/ الخطوط الجوية الملكية الأردنية (1971-1989).
اختير عضواً في هيئات تحرير عدد من المجلات منها: «أفكار» التي تصدرها وزارة الثقافة، و«جسور» التي تَصدر في واشنطن، و"2000" التي تصدر في لندن، و«الصفر» التي تصدر في باريس.
اعتُمدت بعض أعماله الإبداعية لدراستها في مساقات التذوق الأدبي والأدب العربي الحديث في جامعات عربية وأجنبية، وتُرجمت بعض أعماله الكتابية إلى لغات أوروبية وشرقية، وأُعِدّت رسائل ماجستير في جامعات عربية عن أعماله الأدبية، وخاصة في مجال المسرح.
نال جائزة الدولة التشجيعية في الآداب/ موضوع النص المسرحي من وزارة الثقافة سنة 1993، وجائزة الدولة التقديرية في حقل الآداب/ الكتابة الدرامية التلفزيونية من وزارة الثقافة سنة 2008، وجائزة رابطة الكتاب الأردنيين مرتين؛ في مجالَي المسرح والقصة. كما نال جائزة أفضل كتاب في مجال أدب الطفل في العام الدولي للطفل، وجائزة أفضل تأليف مسرحي في مهرجان المسرح الأردني الخامس الذي نظمته وزارة الثقافة سنة 1997، وجائزة التأليف (مجال الرواية) من اللجنة الوطنية العليا لإعلان عمّان عاصمة للثقافة العربية لعام 2002 عن روايته «شرق القمر غرب الشمس»، وقد اختيرت هذه الرواية لإنتاجها في أول فيلم سينمائي أردني. وهو عضو في الهيئة التأسيسية لرابطة الكتاب الأردنيين (1974)، وأحد مؤسسي اتحاد المسرحيين العرب.

## أعماله الأدبية
له أكثر من 20 عملاً أدبياً، منها:
1. الخروج الثاني: دراسة في المزوح الفلسطيني، 1968،
2. أحزان كثيرة وثلاثة غزلان، قصص قصيرة، 1969،
3. قصائد حب من العالم، ترجمة، 1972،
4. النهر، قصص للأطفال، 1979،
5. «حكاية شهرزاد الأخيرة (في الليلة الثانية بعد الألف)»، مسرح، رابطة المسرحيين الأردنيين، عمّان، 1982.
6. ليلة دفن الممثل جيم، منودراما، 1993،
7. «مكان أمام البحر»، قصص، دار أزمنة، عمّان، 1993.
8. «نصوص البتراء»، دار أزمنة والمؤسسة العربية للدراسات والنشر، عمّان وبيروت، 1994.
9. «الموت الجميل»، رواية، دار أزمنة، عمّان، 1998.
10. «مملكة النمل»، قصص، وزارة الثقافة، عمّان، 1998.
11. «البحث عن زيزيا»، قصص، أمانة عمّان الكبرى، عمّان، 2000.
12. «زمان آخر»، خمسة نصوص مسرحية، وزارة الثقافة، عمّان، 2002.
13. «زمن البراءة»، حكايا الصغار للكبار، دار أزمنة، عمّان، 2002.
14. «قطف الزهرة البرية»، قصص، دار أزمنة، عمّان، 2002.
15. «صندوق الدنيا»، قصص، وزارة الثقافة، عمّان، 2005.
16. «أحزان كثيرة وثلاثة غزلان»، قصص، دار مواقف، بيروت، 1969. ط2، وزارة الثقافة، عمّان، 2008.
17. «أمس الغد»، قصص، وزارة الثقافة، عمّان، 2010.

## أعماله التلفزيونية
كتب أعمالاً تلفزيونية تزيد على 500 ساعة، بُثّت من محطات التلفزيون العربية، منها:
- الطريق إلى كابول
- ذي قار
- الحجاج
- امرؤ القيس
- زمان الوصل
- شهرزاد
- المرابطون والأندلس

## أعماله في برامج الأطفال
- كنوز وحكايات